# Jacques Bério
Pour les articles homonymes, voir Bério.
Jacques Bério, né le 11 décembre 1930 à Menton et mort le 10 avril 2001 à Monaco, est un ancien joueur de basket-ball français.

## Biographie
Il évolue en club à l'Olympique de Marseille, au Rapid Omnisports de Menton , à l'Olympique d'Antibes et à l'AS Monaco.
Il joue pour l'équipe de France en 1952, jouant cinq matchs amicaux et marquant 11 points.